# 甫川駅
甫川駅（ポチョンえき）は、大韓民国忠清北道陰城郡遠南面にある韓国鉄道公社忠北線の駅である。

## 駅構造
- 島式ホーム2面4線の地上駅。

## 歴史
- 1928年12月25日 - 普通駅として開業。
- 1979年12月31日 - 忠北線複線化に伴い駅舎新築。
- 1980年10月12日 - 新築駅舎落成。
- 1984年3月1日 - 陰城駅管理の配置簡易駅に格下。
- 2006年1月1日 - 乗車券発売中止。
- 2007年6月1日 - 旅客取り扱い中止。

## 隣の駅
韓国鉄道公社
忠北線
曽坪駅 - （道安駅） - （甫川駅） - 陰城駅